# Camsell River
Camsell River är ett vattendrag i Kanada.   Det ligger i territoriet Northwest Territories, i den centrala delen av landet, 3 400 km nordväst om huvudstaden Ottawa.
Trakten runt Camsell River är nära nog obefolkad, med mindre än två invånare per kvadratkilometer.